# Dysdera edumifera
Dysdera edumifera es una especie de araña araneomorfa de la familia Dysderidae.

## Distribución geográfica
Es endémica del centro-este de la península ibérica (España).